# Надподъязычные мышцы
Надподъязычные мышцы (лат. mm. suprahyoidei) расположены над подъязычной костью, относятся к мышцам шеи. К ним относятся двубрюшная, шилоподъязычная, подбородочно-подъязычная и челюстно-подъязычная мышцы. Все они представляют собой фарингеальную (глоточную) мускулатуру, за исключением подбородочно-подъязычной.
Двубрюшная мышца (М. digastricus) получила название из-за наличия двух брюшек; заднее поднимается от сосцевидного отростка черепа и наклоняется вниз и вперед. Переднее брюшко отходит от двубрюшной ямки на внутренней поверхности нижней челюсти, которая наклонена вниз и назад. Брюшки соединяются между собой промежуточным сухожилием. Промежуточное сухожилие проходит через петлю соединительной ткани и прикрепляется к телу и большому рогу подъязычной кости.
Челюстно-подъязычная мышца (М. mylohyoideus) — это тонкие плоские мышцы, которые ниже языка образуют перевязку, образуют мышечное дно рта, diaphragma oris, замыкающее снизу ротовую полость.
Подбородочно-подъязычная мышца (М. geniohyoideus) — короткие узкие мышцы, которые контактируют друг с другом.
Шилоподъязычные мышцы (М. stylohyoideus) — это длинные тонкие мышцы, которые почти параллельны задней части двубрюшной мышцы и спускается от височной кости к телу подъязычной кости, охватив двумя пучками промежуточное сухожилие двубрюшной мышцы.

## Функции
Эти четыре мышцы действуют по-разному, но в целом помогают поднимать подъязычную кость и расширять пищевод во время глотания. Когда она фиксирована, то три мышцы (mm. mylohyoideus, geniohyoideus, digastricus) опускают нижнюю челюсть, являясь таким образом антагонистами жевательных мышц. Фиксацию подъязычной кости осуществляют мышцы, расположенные ниже нее (mm. sternohyoideus, omohyoideus и др.). Без этой фиксации невозможно опускание нижней челюсти, так как иначе произойдет поднятие более легкой и подвижной, чем челюсть, подъязычной кости.
Когда два брюшка двубрюшной мышцы сокращаются, они тянут вверх за подъязычную кость; но если подъязычная кость зафиксирована снизу, двубрюшная мышца помогает при сильном открытии рта, например при зевании или откусывании большого куска яблока. Подъязычная мышца приподнимает подъязычную кость, напрягает дно рта. Челюстно-подъязычная мышца тянет подъязычную кость вперед, укорачивая дно рта и расширяя глотку во время глотания. Шилоподъязычная кость поднимает и втягивает подъязычную кость, удлиняя дно рта во время глотания.Эти же три мышцы, в особенности m. mylohyoideus, при своем сокращении во время акта глотания поднимают язык, прижимая его к небу, благодаря чему пищевой комок проталкивается в глотку.
| Мышца                              | Точка начала                               | Место крепления         | Иннервация                                                                             |
| ---------------------------------- | ------------------------------------------ | ----------------------- | -------------------------------------------------------------------------------------- |
| Двубрюшная мышца (переднее брюшко) | Двубрюшная ямка нижней челюсти             | Промежуточное сухожилие | Нерв челюстно-подъязычной мышцы (нижнечелюстной отдел тройничного нерва, CN V3)        |
| Двубрюшная мышца (заднее брюшко)   | Вырез сосцевидного отростка                | Промежуточное сухожилие | Лицевой нерв (CN VII)                                                                  |
| Подбородочно-подъязычная мышца     | Нижний подбородочный отдел Symphysis menti | Подъязычная кость       | Шейный спинномозговой нерв 1 через подъязычный нерв (CN XII)                           |
| Шилоподъязычная мышца              | Височный шиловидный отросток               | Подъязычная кость       | Лицевой нерв (CN VII)                                                                  |
| Челюстно-подъязычная мышца         | Челюстно-подъязычная линия нижней челюсти  | Подъязычная кость       | Челюстно-подъязычный нерв — ветвь CN V3 (нижнечелюстной отдел тройничного нерва, CN V) |